# Antoni Tarnawski (nauczyciel)
Antoni Tarnawski (ur. 12 czerwca 1902, zm. wiosną 1940 w Charkowie) – porucznik piechoty rezerwy Wojska Polskiego, nauczyciel, ofiara zbrodni katyńskiej. 

## Życiorys
Urodził się w rodzinie Jana i Józefy z Pieniakowskich. Został mianowany podporucznikiem rezerwy ze starszeństwem z dniem 1 stycznia 1932 roku. Podczas ćwiczeń rezerwy był dowódcą kompanii. Przydzielony w rezerwie do 52 pułku piechoty Strzelców Kresowych w Złoczowie. We wrześniu 1939 roku zmobilizowany do Ośrodka Zapasowego 12 Dywizji Piechoty. 
W czasie kampanii wrześniowej 1939 roku – po agresji ZSRR na Polskę – w nieznanych okolicznościach dostał się do niewoli sowieckiej i przebywał w obozie w Starobielsku. Wiosną 1940 roku został zamordowany przez funkcjonariuszy NKWD w Charkowie i pogrzebany w bezimiennej mogile zbiorowej w Piatichatkach, gdzie od 17 czerwca 2000 roku mieści się oficjalnie Cmentarz Ofiar Totalitaryzmu w Charkowie. Figuruje na Liście Starobielskiej NKWD, pod poz. 3286.

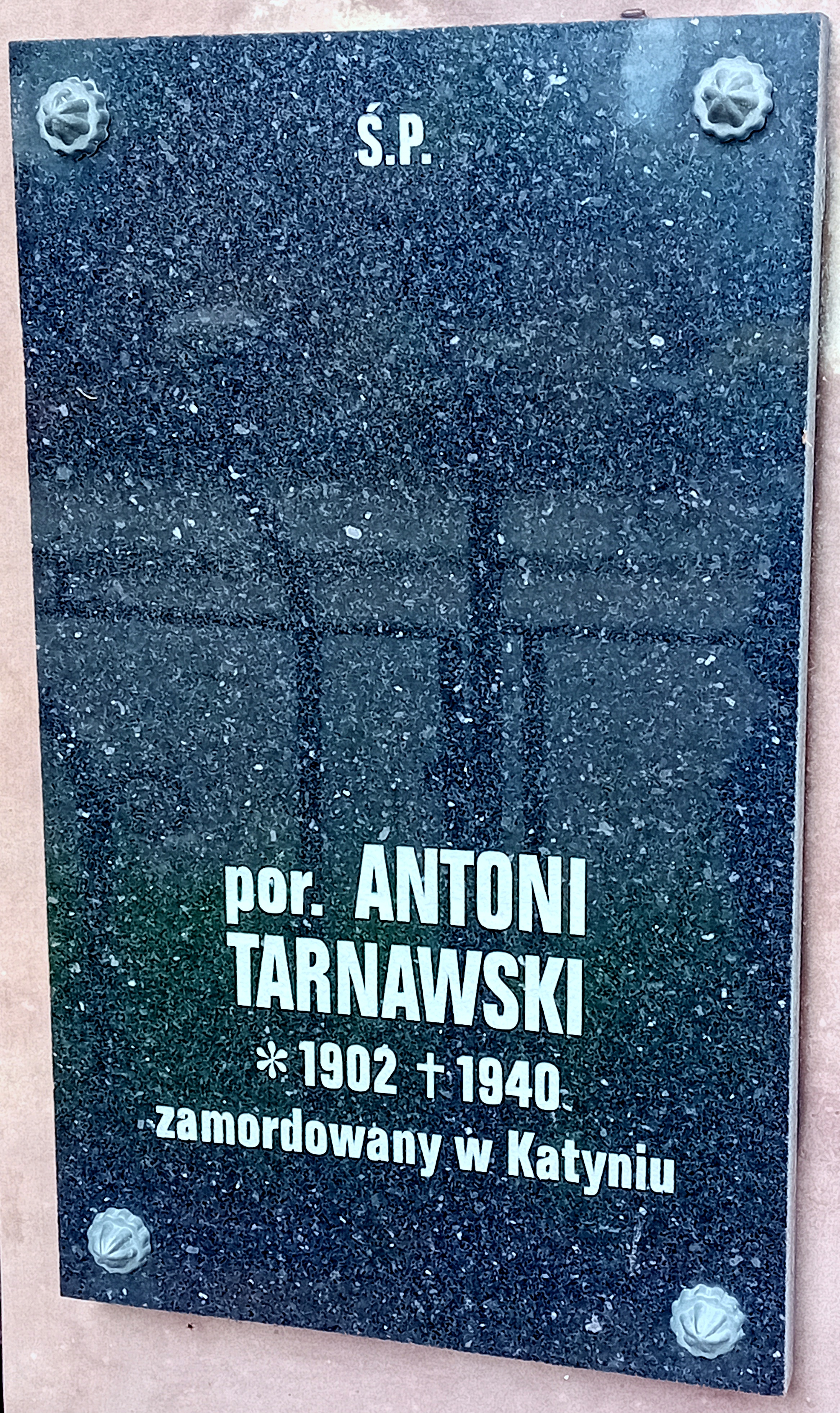
Symboliczny grób Antoniego tarnawskiego na grobowcu Musiałów na Cmentarzu Komunalnym w Krośnie

5 października 2007 roku minister obrony narodowej Aleksander Szczygło mianował go pośmiertnie na stopień kapitana. Awans został ogłoszony 9 listopada 2007 roku w Warszawie, w trakcie uroczystości „Katyń Pamiętamy – Uczcijmy Pamięć Bohaterów”.